# Борнгаген
Борнгаген (нім. Bornhagen) — громада в Німеччині, розташована в землі Тюрингія. Входить до складу району Айхсфельд. Складова частина об'єднання громад Ганштайн-Рустеберг.
Площа — 6,59 км2. Населення становить 257 ос. (станом на 31 грудня 2021).

## Галерея

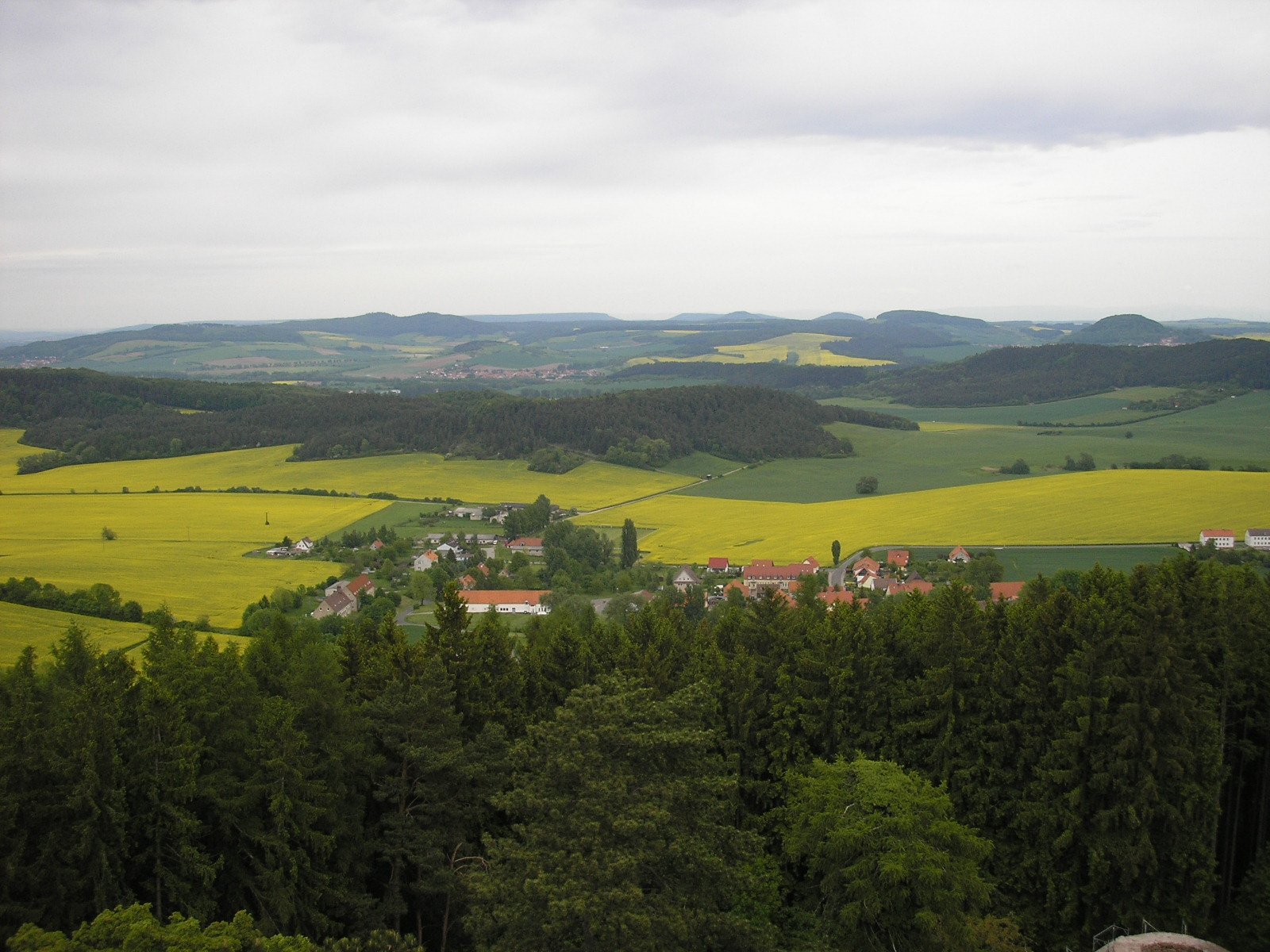
links